# Hellraiser: Revelations
Hellraiser: Revelations is een Amerikaanse horrorfilm uit 2011 onder regie van Víctor García. Het is het negende deel in de Hellraiser-filmserie en het eerste deel waar Doug Bradley niet te zien was als Pinhead. De film werd direct-naar-video uitgebracht.

## Synopsis
Pinhead is terug in zijn kamer van zielloze lekkernijen. Hij dacht dat hij twee bereidwillige deelnemers had gevonden in Nico en Steven. Maar Nico wil er uit stappen en besluit dat een familielid van Steven als een goede ruilhandel kan fungeren.

## Rolverdeling
- Stephan Smith Collins: Pinhead
  - Fred Tatasciore: Stem van Pinhead
- Steven Brand: Ross Craven
- Nick Eversman: Steven Craven
- Tracey Fairaway: Emma Craven
- Sebastien Roberts: Peter Bradley
- Devon Sorvari: Sarah Craven
- Sanny van Heteren: Kate Bradley
- Daniel Buran: Zwerver
- Jay Gillespie: Nico/Pseudo
- Jolene Andersen: Vrouwelijke Cenobite
- Jacob Wellman: Robert Ellen
- Sue Ann Pien: Hoertje/Gevild meisje #1
- Adel Marie Ruiz: Mexicaans meisje